# Félix-Marie Verdet
Pour les articles homonymes, voir Verdet.
Félix-Marie Verdet, né le 3 août 1904 à Cannes et mort le 22 juillet 1992 à Bandol, est un prélat français, évêque de La Rochelle de 1963 à 1979.

## Biographie
Ordonné prêtre en 1932 pour le diocèse de Nice il est nommé évêque titulaire de Gurza (de) et évêque auxiliaire de  Nice le 10 juin 1952. Il reçoit la consécration épiscopale des mains de Paul Rémond, alors archevêque-évêque de Nice. 
Il est transféré sur le siège épiscopal de La Rochelle le 1er juillet 1963. Il le reste jusqu'au 17 août 1979, date à laquelle il se retire.